# 明孝陵
明孝陵（みんこうりょう）は、中国の南京玄武区にある紫金山の南麓に位置する明の太祖洪武帝朱元璋と后妃の陵墓。
この陵墓は蒋山寺と呼ばれていた霊谷寺を移転し、その地に造営された。造営には25年の歳月が費やされた。
1961年に中華人民共和国国務院により「全国重点文物保護単位」に指定。2003年に世界遺産「明・清王朝の皇帝墓群」（2000年登録）に追加する形で登録された。方城の北にある宝頂（宝城）の地下に朱元璋と馬皇后が眠る地下宮殿「玄宮」がある。しかし、地下宮殿は未発掘のために多くの謎が残されている。
周辺には神道、梅花山、紅楼芸文苑、海底世界、定林山荘、紫霞湖があり明孝陵を中心とした観光区を「明孝陵景区」としている。世界遺産に登録されているが、外国人観光客は少なめである。しかし、見学者は多く、中国各地から団体で観光客が訪れる。朱元璋が葬られている宝頂には登ることができる。2月は近くの梅花山の梅が見ごろで観光イベントが行われている。梅花山には三国志の呉の孫権の墓もある。明孝陵周辺には中山陵や霊谷寺といった観光地があり南京の主要観光地となっている。

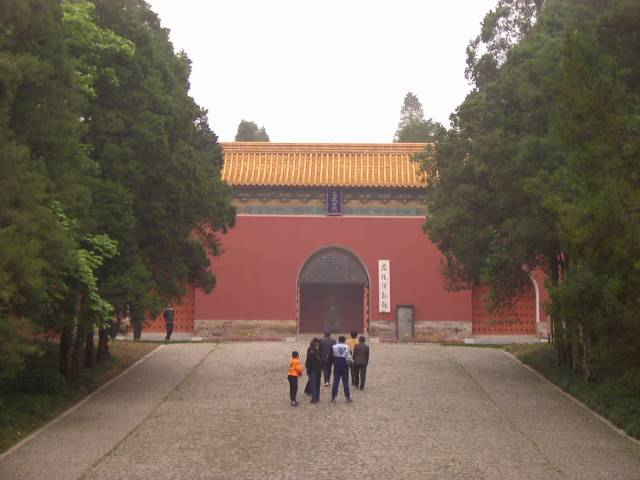
文武方門

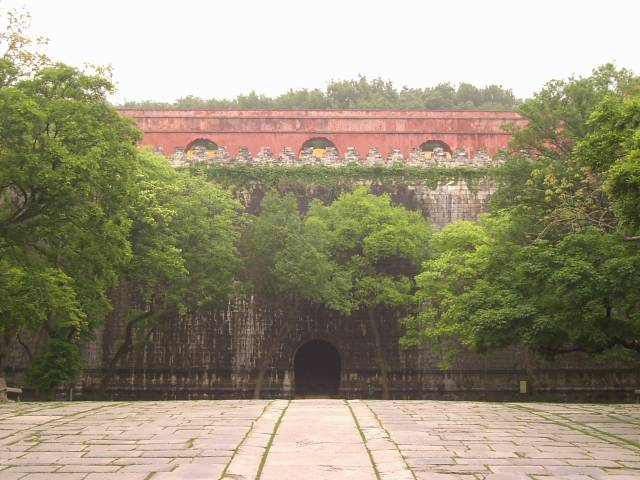
方城

## 入場料・開園時間
入場料は70元。明孝陵・霊谷寺・音楽台・美齢宮のセット入場券は100元で販売されている。
開園時間は下記の通り。
- 3月～10月は6:30～18:30。
- 11月～2月は6:30～18:00。

## 交通アクセス
- 南京地下鉄2号線の苜蓿園駅もしくは下馬坊駅からバス中山陵环线もしくは旅游专线1号线にて「明孝陵(紫霞湖)」で下車[3]。
- 南京地下鉄2号線の苜蓿園駅からバス20路、203路、315路にて「明孝陵」で下車[4]。
- 南京地下鉄2号線の明故宮駅や南京博物院からバスG5にて「明孝陵」で下車[4]。
- 明孝陵から中山陵や霊谷寺へは観光ミニバスが運行されている。

## 参照
1. 1 2  明孝陵景区
2. ↑  票价信息 - 钟山风景名胜区
3. ↑  景区交通 - 钟山风景名胜区
4. 1 2  公交接驳站点 - 钟山风景名胜区

座標: 北緯32度03分37秒 東経118度50分04秒 / 北緯32.060305度 東経118.834568度